# Santorin (ancienne île)
Pour les articles homonymes, voir Santorin (homonymie), Strongyle, Kallisté et Théra.
Cet article traite de l'île antique. Pour l'archipel actuel, voir Archipel de Santorin, pour l'île actuelle, voir Santorin.
Santorin était une île antique d'origine volcanique baignée par la mer Égée. L'activité volcanique débutée il y a environ 2 millions d'années a donné naissance à de nombreuses éruptions volcaniques dont une douzaine majeures. La dernière, appelée éruption minoenne et s'étant déroulée vers 1600 av. J.-C., a entraîné la destruction partielle de l'ancienne Santorin dont les îles actuelles de Santorin, Thirassía et Aspronissi constituent les vestiges.
La topographie de l'île était déjà très semblable à celle d'aujourd'hui avant cette éruption.
L'île accueillait des cités portuaires apparentées à la civilisation minoenne, dont une partie des vestiges a été conservée grâce à l'éruption.

## Toponymie
Le nom de l'ancienne île de Santorin n'est pas connu, en l'absence de documentation écrite, la langue de ses habitants restant elle-même hypothétique. Divers toponymes ont cependant parfois été adoptés, pour des raisons pratiques, afin de faire la différence entre l'île avant et après l'explosion, leur origine, leur ancienneté et leur usage n'étant cependant pas établis.
L'île est donc parfois appelée « Théra » d'après son nom antique Θήρα / Thíra, tout comme l'île actuelle de Santorin qui constitue un de ses fragments.
Le toponyme de Στρογγύλη / Strongylè signifiant « Ronde », que l'on retrouve aussi en mer Tyrrhénienne (grec ancien Στρογγύλη, aujourd'hui Stromboli), est parfois utilisé dans des ouvrages sur la volcanologie : il s'agit d'une dénomination grecque citée par les instituteurs de l'île au milieu du XIXe siècle et forcément postérieure à l'éruption, puisqu'avant celle-ci, c'est une culture de type minoen qui s'est développée dans l'île.
Στρογγύλη / Strongylè n'est pas attesté dans l'Antiquité : Strabon et Pausanias citent Καλλίστη / Kallístê, translittéré en « Kallisté » ou « Calliste », littéralement « la très belle », que ces auteurs présentent comme un ancien nom de l'île avant sa colonisation par les Grecs, sans évoquer, ni l'un ni l'autre, d'île préexistante à une éruption.

## Géographie
Santorin était située en mer Méditerranée orientale, dans le sud de la mer Égée, entre la Crète au sud et le reste des Cyclades, auxquelles elle appartient d'un point de vue géographique, au nord.
Jusqu'au début des années 1980, on pensait que l'île d'avant l'éruption était de forme circulaire, avec un cône central ou un système de plusieurs boucliers volcaniques. Actuellement il est admis que la conformation de cette île initiale était déjà en partie semblable à celle des îles actuelles : un anneau insulaire entourant une caldeira, comportant une île volcanique centrale, plus importante qu'aujourd'hui.

## Histoire

### Formation
Santorin est déjà émergée lorsqu'une première caldeira se forme dans le sud de l'île il y a 180 000 ans. D'autres suivront il y a 70 000 ans pour la caldeira de Skaros et, il y a 21 000 ans, pour la caldeira de Cape Riva. Ces trois dépressions se chevauchent partiellement et correspondent à la croissance de plusieurs stratovolcans imbriqués qui forment l'île dans son ensemble.

### Civilisation minoenne
Les ruines d'une cité importante ont été retrouvées à Akrotiri, au sud de l'île. Ces vestiges indiquent que l'île était alors sous l'influence de la civilisation minoenne, basée en Crète; il est cependant difficile de déterminer de quel type était la présence minoenne dans les Cyclades : colonies de peuplement, protectorats ou comptoirs. On n'a ainsi pas mis au jour de quartier minoen ni de bâtiment pouvant correspondre de façon formelle à des palais de « gouverneurs ».
L'île constituait un poste avancé du commerce avec d'autres civilisations et cultures, notamment pré-helléniques. Plusieurs ports pouvaient alors se répartir sur le pourtour de l'île. Les denrées échangées étaient notamment représentées par le vin et l'huile qui devaient constituer une bonne partie de l'économie de l'île. Des vestiges de presses viticoles et de fresques montrant des grappes de raisin ont été retrouvés à Akrotiri ce qui laisse penser que des vignes étaient plantées sur les flancs du volcan pour la production de vin. Santorin a aussi été un centre de production d'amphores d'un type particulier dont l'ouverture se situe non pas au sommet du récipient mais sur son côté. Servant à stocker du vin et de l'huile, la moitié de ce type d'amphore retrouvé en mer Égée et en Crète a été fabriquée à Santorin.
L'apiculture était répandue sur Santorin comme l'atteste la plus ancienne ruche de l'aire de la civilisation grecque retrouvée sur l'île. Le safran était aussi cultivé sur l'île et représenté sur différentes fresques,,.
Dans un documentaire de David Lee réalisé en 2015, on apprend que Santorin aurait contenu, jusqu'à l'éruption dévastatrice, tous les éléments correspondant à la Cité de l'Atlantide, comme la décrivait Platon. Une île centrale, une civilisation en avance sur son temps, un empire commercial, des terres fertiles, des sources chaudes ou encore des terres colorées dans une zone sismique.

### Destruction
Les cités de Santorin étaient sûrement florissantes malgré l'activité volcanique qui s'est probablement manifestée à de nombreuses reprises. Vers 1600 av. J.-C., 1620 selon les dernières estimations, une éruption beaucoup plus puissante que les précédentes se déclare. Elle est très certainement précédée d'une activité volcanique suffisamment intense pour constituer une menace pour la population mais suffisamment faible pour lui laisser le temps d'évacuer l'île, en vidant maisons et entrepôts dans des navires en partance pour d'autres cités. Cette hypothèse est soutenue par le fait que peu de denrées mais aussi peu de victimes furent retrouvées dans les décombres au XXe siècle.
Au paroxysme de l'éruption, la chambre magmatique se vide rapidement au cours d'une explosion de type plinienne d'indice d'explosivité volcanique de 7. Cette brutale baisse de pression provoque l'effondrement du volcan sur lui-même si l'explosion ne l'a pas pulvérisé. La dépression formée est ouverte sur la mer qui s'engouffre dans la caldeira et entre en contact avec le magma porté à plus de 1 000 °C. Le choc thermique engendre un tsunami qui ravagera les côtes environnantes, notamment celles du nord de la Crète et celles du delta du Nil[réf. nécessaire]. Le reste de l'île qui n'est pas détruit par l'explosion formant la caldeira est constitué de quelques fragments de côtes sous la forme d'îles en croissant. Ces îles subissent les effets des nuées ardentes, qui ont pu se muer en une surge volcanique, des retombées de cendres volcaniques et de téphras, des tsunamis ainsi que des séismes volcaniques consécutifs aux explosions et à l'effondrement du volcan. La majeure partie de l'île est détruite et le peu restant, dont les anciennes villes, recouvert sous d'épaisses couches de cendres et de téphras ne permettant pas l'établissement humain. L'archipel de Santorin qui vient de naître reste inhabité pendant plusieurs siècles, les premières traces de réoccupation datant de l'helladique récent IIIB.